# Сан Анселмо (град, Калифорния)
Сан Анселмо (на английски: San Anselmo) е град в окръг Марин, щата Калифорния, САЩ. Сан Анселмо е с население от 12 580 жители (по приблизителна оценка от 2017 г.) и обща площ от 7,1 km². Намира се на 14 m надморска височина. ЗИП кодовете му са 94960, 94979, а телефонният му код е 415.